# نادي بانيونيس لكرة السلة
نادي بانيونيس (باليونانية: Πανιώνιος)‏ وهو نادي كُرَة سلة يوناني تأسس في سنة 1919 ويتمركز في منطقة نيا سميرني في أثينا عاصمة اليونان وقد فاز بكأس اليونان مرة واحدة.